# Parque nacional del Monte Péko
El Parque nacional del Monte Péko (en francés: Parc national du Mont Péko) es un área protegida en el país africano de Costa de Marfil.
Un censo realizado por Herbinger y Lia en 2001 encontró una importante población de chimpancés en el parque. El censo se realizó específicamente en abril de 2001 usando diferentes líneas. El censo sugiere una densidad de 1,6 chimpancés por kilómetro cuadrado y una población total de alrededor de 320 chimpancés detectados en el parque nacional Monte Peko. El bosque clasificado del Alto Sassandra, está conectado a Mont Péko a través de corredores y todavía puede albergar hasta 400 chimpancés (Hoppe-Dominik, 1991).